# إقليم الكنبانية
إقليم الكَنْبَانِيَة هو أحد أقاليم الأندلس في فترة الحكم العربي لها، كان يضم مدن قرطبة والزهراء وإستجة وبيانة وقبرة واليسانة.